# نينا موريش
نينا موريش ولد (22 يوليو 1976 ) 
عارضة أزياء ومقدمة تليفزيونية كرواتية وأحد أكثر العارضات شعبية. انتخبت في عام 1996 أصبحت ملكة جمال كرواتيا. ظهرت في الفيديو «ليفين فيدا» بواسطة ريكي مارتن، وقد ظهرت على أغلفة عالمية عديدة مثل مجلات رجالية مثل مكسيم. بعد أن قضت فترة في الولايات المتحدة، انتقلت إلى إيطاليا وأصبحت معروفة هناك، واستمرار مهنتها كعارضة أزياء والعمل كمراسل تلفزيوني كما ظهرت في برنامج الواقع جزيرة المشاهير (الموسم التاسع)

## الحياة الشخصية
كان لديها علاقة طويلة مع فابريزيو كورونا، الذي تم زواجهم في عام 2001 ونتج عنه (ابنها) كارلوس، وفي عام 2007 تم فصل اثنين حيث كان متورطا في فضيحة فولاتوبولي، ووجهت إليه تهمة غسيل الأموال.

## روابط خارجية
- نينا موريش على موقع IMDb (الإنجليزية)
- نينا موريش على موقع ديسكوغز (الإنجليزية)
- نينا موريش على موقع دليل عارضات الأزياء (الإنجليزية)